# Joachim Mehr
Joachim Mehr (ur. 3 kwietnia 1945 w Białogardzie; zm. 3 grudnia 1964 w Berlinie) – ofiara śmiertelna Muru Berlińskiego zastrzelona przez żołnierzy wojsk granicznych NRD podczas próby ucieczki do Berlina Zachodniego.

## Życiorys
Urodzony jako drugie dziecko rodziców Mehr przyszedł na świat krótko przed końcem drugiej wojny światowej w pomorskim Białogardzie. Po znalezieniu się w Berlinie dorastał w dzielnicy Prenzlauer Berg. Wyuczywszy się w jednym zakładów państwowych zawodu stolarza, podjął ostatecznie pracę w należącym do ojca warsztacie. W wieku 18 lat wyprowadził się z domu, odwiedzając jednak regularnie rodziców podczas wspólnych obiadów. W trakcie przeprowadzanych rozmów nie przejawiał jakichkolwiek zamiarów czy chęci ucieczki. 

## Okoliczności ucieczki
2 grudnia 1964 r. spotkał się po skończonej pracy z przyjaciółmi w celu odwiedzenia jarmarku świątecznego na Alexanderplatz. Wieczorem odprowadził swoją dziewczynę do domu, po czym udał się do lokalu „Mila-Eck”, gdzie spotkał brata jednego ze swoich przyjaciół. Trzy lata starszy Hans-Jürgen K. miał już na koncie ucieczkę z NRD – podjąwszy się tejże w 1962 r., po krótkim czasie jednak powrócił. W przebiegu rozmowy K.  opowiedział o swoich doświadczeniach. Krótko potem obaj mężczyźni zdecydowali udać się przy pomocy mopedu na skraj leżącego na północ od Berlina miasta Hohen Neuendorf w celu wyszukania dogodnego miejsca ucieczki. 
Przybywając do Hohen Neuendorf udali się do leżącego w zalesionym terenie pasa granicznego. Pokonując pierwszy z płotów czekali na odpowiedni moment, ukrywając się pod drzewami rosnącymi przed jasno oświetlonym tzw. pasem śmierci. Na znak dany przez K. obaj pobiegli w kierunku potrójnego płotu z drutu kolczastego, oddzielającego terytorium NRD od zachodnioberlińskiej dzielnicy Frohnau. W tym momencie uciekinierów odkryło dwóch żołnierzy straży granicznej pełniących służbę na oddalonej o 160 metrów wieży wartowniczej. Podczas gdy jeden z wartowników otworzył ogień, drugi ruszył w kierunku uciekających. Zarówno Joachim Mehr jak i Hans-Jürgen K. zostali trafieni, mimo to nie zrezygnowali jednak z ucieczki, którą kontynuowali czołgając się, po czym zatrzymali się dopiero po dotarciu do płotu. Przybyły w międzyczasie z odcinka kontrolnego trzeci żołnierz strzelił do leżącego na ziemi Mehra. Strzały okazały się śmiertelne.
Hans-Jürgen K. skazany został pod zarzutem ucieczki z NRD (Republikflucht) na trzy lata więzienia. Po zjednoczeniu Niemiec pociągnięto do odpowiedzialności dwóch strzelających żołnierzy, których 27 września 1994 r. skazano wyrokiem sądowym za zabójstwo oraz próbę usiłowania zabójstwa na karę 18 miesięcy pozbawienia wolności w zawieszeniu. 